# タイピヌ・テギン
タイピヌ・テギン（Taypinu tigin、生没年不詳）は、14世紀中に活躍した大元ウルスのウイグル人。本来は天山ウイグル王国の君主（イディクート）の末裔であるが、祖父の時代にカイドゥの侵攻によって本領（ウイグリスタン）を失ってしまったため、大元ウルスにおいて準王族として活動した。
『元史』などの漢文史料では太平奴(tàipíngnú)と表記されるが、蒙漢合壁碑（ウイグル文字文と漢文の両方が記される碑文）の「高昌王世勲碑」の記述により「タイピヌ・テギン（Taypinu tigin）」が正しい名前であると判明している。

## 概要
タイピヌ・テギンはモンゴル帝国に臣従した天山ウイグルの君主のバルチュク・アルト・テギンの末裔に当たるが、天山ウイグル王国は父のネウリン・テギンの治世にカイドゥの侵攻によって失われ、王家は永昌路に移住していた。タイピヌ・テギンの出自について、『元史』巻36文宗本紀は「ネウリン・テギンの息子のセンキ・テギンの弟」とするが、同書巻122バルチュク・アルト・テギン伝は「ネウリン・テギンにはバブチャ公主との間にテムル・ブカとセンキ・テギンという二人の息子がいた」とのみ記し、両者の記述は食い違う。そのためタイピヌ・テギンはネウリン・テギンの息子ではないのではないかとする説もあるが、実はネウリン・テギンはバブチャ公主の死後にウラジン公主（兀剌真/Ulaǰin）という女性を娶っており、タイピヌ・テギンはテムル・ブカとセンキ・テギン兄弟とは母親が違うために列伝には記載がないのではないかとする説もある。
ネウリン・テギンの死後、「高昌王」位は兄のテムル・ブカが継いだが、テムル・ブカは天暦の内乱で活躍し朝廷の高官となったため、1329年（天暦2年）に「高昌王」位は弟のセンキ・テギンに譲られた。更にその後、センキ・テギンが1332年（至順3年）に亡くなったため弟のタイピヌ・テギンが「高昌王」位を継承したと記録されている。
しかし、ジャヤガトゥ・カアン（文宗トク・テムル）の治世を経てウカアト・カアン（順帝トゴン・テムル）が即位すると、時の権力者バヤンの起こした疑獄事件によって兄のテムル・ブカがモンケ王家のチェチェクトゥとともに罪なくして殺されてしまった。劉基の「前江淮都転運監使宋公政績紀」には「丞相高昌王（＝テムル・ブカ）が罪によって処刑された時、その弟も処刑された」との記述があり、明言はされてないもののテムル・ブカの処刑に連座してタイピヌ・テギンも殺されてしまったのではないかと考えられている。

## 天山ウイグル王家
- ヨスン・テムル（Üsen temür ＞月仙帖木児/yuèxiān tièmùér）
  - バルチュク・アルト・テギン（Barǰuq art tigin ＞巴而朮阿而忒的斤/bāérzhú āértè dejīn,بارجق/bārjūq）
    - キシュマイン（Kišmain ＞کیشماین/kīshmāīn）
    - サランディ・テギン（Salandi tigin ＞سالندی/sālandī）
    - オグルンチ・テギン（Ögrünč tigin ＞玉古倫赤的斤/yùgǔlúnchì dejīn,اوکنج/ūknchī）
      - マムラク・テギン（Mamuraq tigin ＞馬木剌的斤/mǎmùlà dejīn）
        - コチカル・テギン（Qočqar tigin ＞火赤哈児的斤/huǒchìhāér dejīn）
          - ネウリン・テギン（Neülin tigin ＞紐林的斤/niǔlín dejīn）
            - テムル・ブカ（Temür buqa ＞帖木児不花/tièmùér bùhuā）
              - ブダシリ（Budaširi ＞不答失里/bùdáshīlǐ）
                - コシャン（Qošang ＞和賞/héshǎng）

            - センキ・テギン（Sengki tigin ＞籛吉/jiānjí）
            - タイピヌ・テギン（Taypinu tigin ＞太平奴/tàipíngnú）
            - ？オルク・テムル（Ürük temür ＞月魯帖木児/yuèlǔ tièmùér）
              - サンガ（Sangga ＞桑哥/sānggē）

          - キプチャクタイ（Qipčaqtai ＞欽察台/qīnchátái）
          - イル・イグミシュ・ベキ（Il yïγmïš begi ＞也立亦黒迷失別吉/yělì yìhēimíshī biéjí）
          - ソソク・テギン（Sösök tigin ＞雪雪的斤/xuěxuě dejīn）
            - ドルジ・テギン（Dorǰi tigin ＞朶児的斤/duǒér dejīn）
              - バヤン・ブカ・テギン（Bayan buqa tigin ＞伯顔不花的斤/bǎiyán bùhuā dejīn）